# Me! (песня Тейлор Свифт)
«Me!» — это песня о том, как принять свою индивидуальность и искренне
полюбить её. Я просто хочу, чтобы она была такой, которая заставляет людей чувствовать себя лучше, а не хуже.
«Me!» («Я!»; стилизовано как ME!) — песня американской певицы Тейлор Свифт при участии Брендона Ури, вышедшая 26 апреля 2019 года на лейбле Republic Records в качестве лид-сингла с предстоящего седьмого студийного альбома певицы. Продюсировал сингл новозеландский музыкант Джоэл Литтл и Свифт.

## История
Ты точно больше не найдёшь такую как я

Со мною бывает сложно, знаю, да 

"обдумывать шаги" - не про меня.

В мире больше нет таких как я
 
этим отличаюсь я.
13 апреля 2019 года на сайте Свифт появились часы с обратным 13-дневным отсчётом времени (предположительно, даты выхода новой музыки, сингла).
25 апреля различные информационные агентства сообщили, что появление гигантского настенного изображения бабочки в районе Галч в Нашвилле, штат Теннесси, написанное уличной художницей Келси Монтегю (Kelsey Montague), было связано с планируемым на 26 апреля новым музыкальным релизом Тейлор Свифт. Монтегю рассказала радиостанции WKRN, что «фреска была написана для ABC, ESPN и драфта НФЛ 2019 года». Свифт позднее сообщила в своём Инстаграме, что она специально заказала эту фреску и это часть её промокампании новой музыки. 25 апреля певица появилась и сфотографировалась с фанатами, собравшимися у фрески, сказав им, что в ту ночь им надо посмотреть телеканал ABC (и его репортаж с драфта НФЛ), чтобы получить больше подсказок. Свифт также рассказала об этом на телевидении, отвечая на вопросы журналистки и телеведущей Робин Робертс. Во время этого интервью, она подтвердила название новой песни и участие в записи Брендона Ури (вокалист из группы Panic! At The Disco), а также сообщила, что премьера песни и музыкального видео состоится в ближайшую полночь.

## Отзывы
Композиция получила смешанные и поляризованные отзывы музыкальных экспертов и обозревателей.
В более положительном плане высказались Крис Уиллман из журнала Variety («фантасмагорическое наслаждение»), Роб Шеффилд из журнала Rolling Stone («полностью канонический лидсингл Тейлор»), Роб Харвилла из сетевого издания The Ringer, Jason Lipshutz из журнала Billboard, Хью Макинтайр из журнала Forbes, Эрин Вандерхуф из журнала Vanity Fair, Ройзин О’Коннор из газеты The Independent.
Умеренные и критические отзывы дали Спенсер Корнхабер из издания The Atlantic («в песне почти нет элементов, которые когда-то делали Свифт интересной»), Anna Gaca с сайта Pitchfork («нетрудно написать лучшую песню, чем эта», а здесь продемонстрированы «худшие и самые слабые стороны работы Свифт»), Риан Дейли из журнала NME, Микаэль Вуд из газеты Los Angeles Times («её самая слабая лирика за всю историю»), Карл Уилсон из журнала Slate (нечто с поцелуями и макияжем из «подросткового мюзикла»), Кейт Соломон из газеты The Daily Telegraph, Алиса Уэбб-Лиддалл и Мэтью Маколи из журнала The Spinoff, Александра Поллард из газеты The Independent.

## Коммерческий успех
В США песня «Me!» дебютировала на 100-м месте в чарте Billboard Hot 100, основанном только на данных первых трёх дней радиоэфира с 36,9 млн аудитории. Это 78-я песня Свифт, попавшая в лучшую сотню Hot-100.
11 мая 2019 года песня перескочила с сотого сразу на второе место в чарте (100→2), что стало абсолютным рекордом за всю 60-летнюю историю Hot 100. Песня также дебютировала на первом месте в цифровом чарте Digital Song Sales (где стало 16-м чарттоппером Свифт), с тиражом 193,000 проданных загрузок. Это лучший результат после сингла Тейлор «Look What You Made Me Do», чей тираж в первую неделю составлял 353,000 загрузок. Это 23-я песня Свифт, попавшая в лучшую американскую десятку top-10, а певица теперь делит 12-е место среди всех исполнителей по этому показателю. Whitney Houston, Paul McCartney (сольно и вместе с группой Wings) и The Rolling Stones также имеют по 23 хита лучшей десятке (лидирует мадонна с 38 вхождениями в top-10, затем The Beatles с 34 и рэпер Drake с 33 хитами).
В Великобритании сингл «Me!» дебютировал на третьем месте в британском хит-параде, уступив только «Old Town Road» (Lil Nas X при участии Billy Ray Cyrus) (который «упал» с первого места на второе) и после английского рэпера Stormzy с хитом «Vossi Bop», дебютировавшего на позиции № 1 в эту же неделю.

## Музыкальное видео
26 апреля 2019 года прошла премьера музыкального видео «Me!» на канале YouTube. Видео было снято режиссёром Дейвом Мейерсом и самой Свифт. Клип побил рекорд YouTube по числу просмотров за первые 24 часа для видео с певицами (сольно или в лидирующей роли; а также заняв третье место в целом), набрав 56,9 млн просмотров (по другим данным 65,2 млн).
Также видео побило рекорд YouTube по скорости достижения 100 млн просмотров: за 79 часов.

## Награды и номинации
| Год  | Церемония                       | Категория                              | Результат | Ссылка |
| ---- | ------------------------------- | -------------------------------------- | --------- | ------ |
| 2019 | BreakTudo Awards                | Boom Video of the Year                 | Номинация | [ 39 ] |
| 2019 | MTV Europe Music Awards         | Best Video                             | Победа    | [ 40 ] |
| 2019 | MTV Video Music Awards          | Best Collaboration                     | Номинация | [ 41 ] |
| 2019 | MTV Video Music Awards          | Best Visual Effects                    | Победа    | [ 41 ] |
| 2019 | MTV Video Music Awards          | Best Cinematography                    | Номинация | [ 41 ] |
| 2019 | MTV Video Music Awards Japan    | Best Female International Artist Video | Победа    | [ 42 ] |
| 2019 | People’s Choice Awards          | Music Video of 2019                    | Номинация | [ 43 ] |
| 2019 | Teen Choice Awards              | Choice Song: Female Artist             | Номинация | [ 44 ] |
| 2019 | Teen Choice Awards              | Choice Pop Song                        | Номинация | [ 44 ] |
| 2019 | Dance Magazine Awards           | Best Music Video                       | Победа    | [ 45 ] |
| 2020 | en:iHeartRadio Music Awards     | Best Music Video                       | Номинация | [ 46 ] |
| 2020 | en:iHeartRadio Music Awards     | Favorite Music Video Choreography      | Номинация | [ 46 ] |
| 2020 | Nickelodeon Kids' Choice Awards | Favorite Music Collaboration           | Номинация | [ 47 ] |
| 2020 | ASCAP awards                    | Award-winning Song                     | Победа    | [ 48 ] |
| 2020 | Hito Music Awards               | Best Western Song                      | Победа    | [ 49 ] |
| 2020 | BMI Pop Awards                  | Award-winning Song                     | Победа    | [ 50 ] |
| 2020 | BMI Pop Awards                  | Publisher of the Year (Sony/ATV)       | Победа    | [ 50 ] |

## Концертные исполнения
Первое исполнение песни «Me!» прошло 1 мая 2019 года на церемонии вручения наград 2019 Billboard Music Awards.
21 мая 2019 года Свифт и Ури исполнили песню в финале 16-го сезона телешоу The Voice (США). 23 мая 2019 года Свифт также представила сольную версию песни в финале 14-го сезона шоу Germany’s Next Topmodel, а 25 мая на телешоу The Graham Norton Show в Великобритании и 25 мая в программе восьмого сезона конкурса The Voice (Франция) вместе с песней Shake It Off.
10 ноября 2019 года Свифт исполнила песни «ME!», «Lover» и «You Need To Calm Down» на фестивале Tmall 11/11 Shopping Festival, впервые за 4 года побывав в Китае.

## Список треков
- CD, цифровые загрузки и стриминг[58]

1. «Me!» — 3:13

- Виниловые синглы (7-inch and 12-inch picture disc)[59][60]

1. «Me!» — 3:13
2. «Me!» — 3:13

- CD и цифровые загрузки (Billboard Music Awards live rehearsal audio)[61]

1. «Me!» (Billboard Music Awards live rehearsal audio)

- Виниловые синглы (7-inch and 12-inch picture disc) (Billboard Music Awards live rehearsal audio)[62][63]

1. «Me!» (Billboard Music Awards live rehearsal audio)

## Участники записи
По данным Tidal
- Тейлор Свифт — вокал, автор, продюсер
- Брендон Ури — вокал, автор
- Джоэл Литтл — продюсер, автор, гитара, клавишные, звукозапись, программирование ударных и синтезатора
- John Rooney — ассистент звукорежиссёра
- Сербан Генеа — звукоинженер по микшированию
- John Hanes — звукоинженер по микшированию

## Чарты
| Чарт (2019)                                    | Высшая позиция |
| ---------------------------------------------- | -------------- |
| Аргентина (Argentina Hot 100)                  | 42             |
| Австралия (ARIA)                               | 2              |
| Австрия (Ö3 Austria Top 40)                    | 7              |
| Бельгия/Фландрия (Ultratop 50)                 | 20             |
| Бельгия/Валлония (Ultratop 50)                 | 36             |
| Боливия (Monitor Latino)                       | 7              |
| Бразилия (Crowley Charts)                      | 87             |
| Канада (Billboard Canadian Hot 100)            | 2              |
| China Airplay/FL (Billboard)                   | 1              |
| Колумбия (National-Report)                     | 23             |
| Коста-Рика (Monitor Latino)                    | 6              |
| Хорватия (HRT)                                 | 3              |
| Чехия (Rádio — Top 100)                        | 6              |
| Чехия (Singles Digitál Top 100)                | 5              |
| Дания (Tracklisten)                            | 19             |
| Эквадор (National-Report)                      | 1              |
| El Salvador (Monitor Latino)                   | 3              |
| Эстония (Eesti Ekspress)                       | 5              |
| Euro Digital Songs (Billboard)                 | 1              |
| Финляндия (Suomen virallinen lista)            | 16             |
| Франция (SNEP)                                 | 66             |
| Германия (GfK)                                 | 12             |
| Греция (IFPI)                                  | 4              |
| Гватемала (Monitor Latino)                     | 15             |
| Гондурас (Monitor Latino)                      | 10             |
| Венгрия (Single Top 40)                        | 1              |
| Венгрия (Stream Top 40)                        | 4              |
| Исландия (Tonlist)                             | 4              |
| Ирландия (IRMA)                                | 5              |
| Израиль (Media Forest)                         | 3              |
| Италия (FIMI)                                  | 19             |
| Япония (Japan Hot 100)                         | 6              |
| Япония (Japan Combined Weekly Singles, Oricon) | 22             |
| Латвия (Latvijas Top 40)                       | 5              |
| Ливан (OLT20 Combined)                         | 2              |
| Малайзия (RIM)                                 | 2              |
| Мексика (Monitor Latino)                       | 2              |
| Мексика (Billboard Airplay)                    | 1              |
| Нидерланды (Dutch Top 40)                      | 17             |
| Нидерланды (Single Top 100)                    | 21             |
| Новая Зеландия (Recorded Music NZ)             | 3              |
| Никарагуа (Monitor Latino)                     | 1              |
| Норвегия (VG-lista)                            | 9              |
| Панама (Monitor Latino)                        | 9              |
| Перу (Monitor Latino)                          | 19             |
| Польша (Polish Airplay Top 100)                | 10             |
| Португалия (AFP)                               | 11             |
| Румыния (Airplay 100)                          | 67             |
| Шотландия (OCC Scotland)                       | 1              |
| Сингапур (RIAS)                                | 21             |
| Словакия (Rádio — Top 100)                     | 9              |
| Словакия (Singles Digitál Top 100)             | 4              |
| Словения (SloTop50)                            | 7              |
| Республика Корея (Gaon)                        | 134            |
| Испания (PROMUSICAE)                           | 36             |
| Швеция (Sverigetopplistan)                     | 11             |
| Швейцария (Schweizer Hitparade)                | 12             |
| Великобритания (OCC UK Singles)                | 3              |
| США (Billboard Hot 100)                        | 2              |
| США (Billboard Adult Contemporary)             | 6              |
| США (Billboard Adult Pop Airplay)              | 5              |
| США (Billboard Dance/Mix Show Airplay)         | 19             |
| США (Billboard Dance Club Songs)               | 8              |
| США (Billboard Pop Airplay)                    | 7              |
| США (Rolling Stone Top 100)                    | 27             |
| Венесуэла (National-Report)                    | 10             |

| Чарт (2019)                             | Позиция |
| --------------------------------------- | ------- |
| Argentina (Monitor Latino)              | 31      |
| Australia (ARIA)                        | 68      |
| Belgium (Ultratop Flanders)             | 80      |
| Bolivia (Monitor Latino)                | 84      |
| Canada (Canadian Hot 100)               | 35      |
| Costa Rica (Monitor Latino)             | 66      |
| El Salvador (Monitor Latino)            | 51      |
| Guatemala (Monitor Latino)              | 79      |
| Honduras (Monitor Latino)               | 52      |
| Hungary (Single Top 40)                 | 85      |
| Hungary (Stream Top 40)                 | 85      |
| Japan Hot Overseas (Billboard)          | 7       |
| Japan Streaming Songs (Billboard Japan) | 75      |
| Mexico (Monitor Latino)                 | 50      |
| Nicaragua (Monitor Latino)              | 40      |
| Netherlands (Dutch Top 40)              | 95      |
| Panama (Monitor Latino)                 | 77      |
| Poland (ZPAV)                           | 100     |
| Portugal (AFP)                          | 193     |
| Slovenia (SloTop50)                     | 48      |
| UK Singles (Official Charts Company)    | 71      |
| US Billboard Hot 100                    | 43      |
| US Adult Contemporary (Billboard)       | 18      |
| US Adult Top 40 (Billboard)             | 22      |
| US Mainstream Top 40 (Billboard)        | 41      |
| US Rolling Stone Top 100                | 50      |

## Сертификация
| Регион | Сертификация  | Продажи    |
| --- | ------------- | ---------- |
| Австралия (ARIA) | 5× Платиновый | 350 000    |
| Австрия (IFPI Austria) | Платиновый    | 30 000     |
| Бразилия (ABPD) | Бриллиантовый | 160 000    |
| Канада (Music Canada) | Платиновый    | 80 000     |
| Дания (IFPI Danmark) | Золотой       | 45 000     |
| Германия (BVMI) | Золотой       | 200 000    |
| Италия (FIMI) | Золотой       | 35 000     |
| Мексика (AMPROFON) | Золотой       | 30 000     |
| Новая Зеландия (RMNZ) | Золотой       | 15 000     |
| Норвегия (IFPI Norway) | Золотой       | 30 000     |
| Польша (ZPAV) | Платиновый    | 20 000     |
| Португалия (AFP) | Платиновый    | 10 000     |
| Испания (PROMUSICAE) | Золотой       | 30 000     |
| Великобритания (BPI) | Платиновый    | 600 000    |
| США (RIAA) | 2× Платиновый | 2 000 000  |
| Стриминг |               |            |
| Япония (RIAJ) | Золотой       | 50 000 000 |
| Данные о продажах + прослушиваниях приведены только на основе сертификации. · Данные только о прослушиваниях приведены на основе сертификации. |               |            |

## История релиза
| Регион         | Дата           | Формат                     | Лейбл                             | Ссылка  |
| -------------- | -------------- | -------------------------- | --------------------------------- | ------- |
| Разные         | 26 апреля 2019 | Digital download streaming | Republic Taylor Swift Productions | [ 173 ] |
| Италия         | 26 апреля 2019 | Contemporary hit radio     | Universal Music Group             | [ 174 ] |
| Великобритания | 27 апреля 2019 | Contemporary hit radio     | Virgin EMI                        | [ 175 ] |
| США            | 29 апреля 2019 | Hot/Modern/AC radio        | Republic                          | [ 176 ] |
| США            | 30 апреля 2019 | Contemporary hit radio     | Republic                          | [ 177 ] |